# Pandemie covidu-19 na Slovensku

Počet infikovaných v krajích

Pandemie covidu-19 se na Slovensko rozšířila 6. března 2020, kdy byl potvrzen první případ v Bratislavském kraji. K 18. prosinci 2020 149 275 nakažených, 1 510 úmrtí a 106 361 vyléčených.

## Průběh

### První případy
Dne 6. března bylo potvrzen první případ onemocnění covid-19 u jednoho muže, který se nakazil od svého syna, jenž dříve pobýval v Itálii. Následně se potvrdily další případy nákazy, ale testovalo se pouze v řádu stovek lidí denně. Následně se nákaza potvrdila i v jiných částech země.
Krizový štáb SR na situaci reagoval zákazem pořádání sportovních, kulturních i veřejných akcí, dále nařídil povinnou 14denní karanténu pro všechny občany, kteří se vrátí z určených zemí.
Ode dne 13. března byly spuštěny hraniční kontroly a zrušené všechny mezinárodní lety, o dva dny později byl vyhlášen nouzový stav.
Dne 18. března zemřela 84letá žena, která měla covid-19, trpěla však i dalšími zdravotními problémy.

### Další průběh
V následujících jarních měsících docházelo k postupnému rozvolňování opatření, došlo také ke zrušení maturitní zkoušky v témže roce. Postupně byly otevírány obchody, povolovány větší akce a uvolňována pravidla pro cestování, také se obnovilo prezenční vyučování.
Na podzim roku došlo, jako v případě dalších zemí, k většímu šíření nákazy. Vláda tedy zavedla opatření, která byla podobná těm z jarní vlny (nouzový stav, pravidla pro scházení osob, výuka na školách, zavření některých obchodů či služeb). Platil i částečný zákaz vycházení, povoleno bylo vycházet pouze na cesty  do práce, na nákup, k lékaři nebo do přírody. Lidé v okresech Dolný Kubín, Námestovo, Tvrdošín a Bardejov mohli těchto výjimek využít pouze s negativním testem.
Na konci října a začátku listopadu probíhala 2. kola celoplošné testování, pozitivních testů bylo kolem jednoho procenta.

Mapa červených a zelených okresů z listopadu 2020. V červených okresech se následujícího týdne konalo druhé kolo celoplošného testování.

Některá opatření byla na pár dní uvolněna, nicméně kvůli dalšímu nárůstu byla opět zavedena.
Na konci prosince dorazilo do Fakultní nemocnice v Nitře prvních 10 tisíc dávek vakcíny Pfizer–BioNTech proti covidu-19. Prvním očkovaným byl slovenský lékař a vědec Vladimír Krčméry, téhož dne byli očkováni také ministr zdravotnictví Marek Krajčí a hlavní hygienik Ján Mikas.

## Opatření

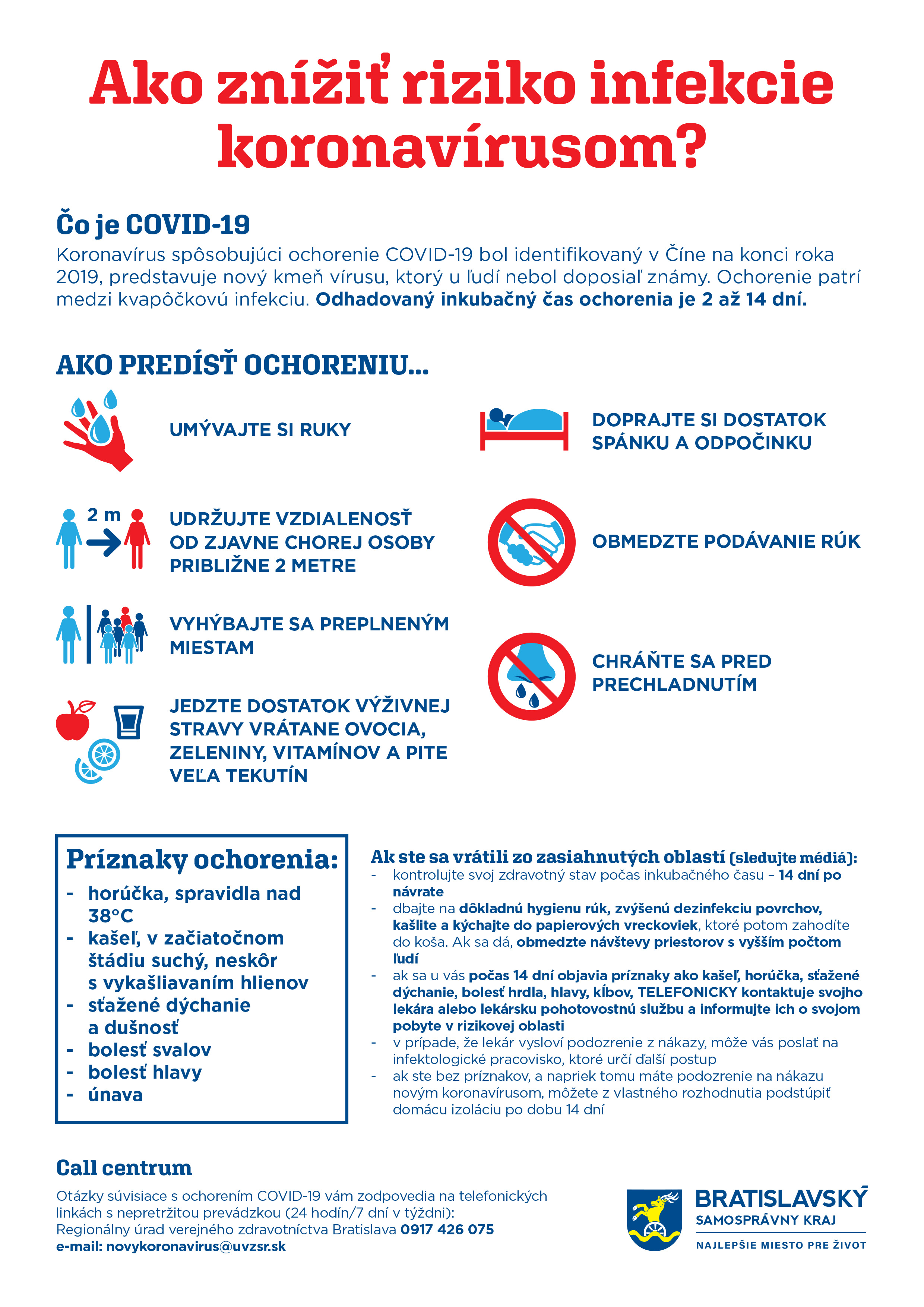
Informační leták vydaný Bratislavským krajem

V únoru 2020 zavedlo Slovensko kvůli koronaviru silniční kontroly na hranicích a vláda zřídila krizový štáb vedený ministryní vnitra. Dne 6. března 2020 bylo kvůli ohlášení prvního případu přijato několik zákazů: zastavení příletů a odletů do Itálie (počínaje 9. březnem), zákaz návštěv ve všech zdravotnických zařízeních, zákaz školních výletů a exkurzí mimo území Slovenska a zákaz návštěv v domovech sociálních služeb. Premiér Peter Pellegrini také ohlásil zákaz návštěv věznic a dětských domovů. Probíhaly kontroly na hraničních přechodech Berg, Kittsee a Jarovce. Od 12. března začal platit výjimečný stav.

## Politika
Vláda Igora Matoviče byla 21. března 2020 jmenována prezidentkou republiky Zuzanou Čaputovou. V důsledku koronavirové pandemie se jmenování nezúčastnil kandidát na ministra zahraničí a velvyslanec v USA Ivan Korčok, který byl pro omezení transatlantického letové provozu stále ve washingtonské rezidenci.